# Dylan Cease
Dylan Edward Cease (Milton, Georgia, 28 de diciembre de 1995), más conocido como Dylan Cease, es un jugador profesional estadounidense de béisbol que se desempeña en la posición de lanzador en San Diego Padres, equipo de las Grandes Ligas de Béisbol (MLB). Logró obtener dos premios Segundo Equipo All-MLB.

## Carrera
Cease jugó como profesional cinco temporadas en Chicago White Sox (2019-2023), después pasó a San Diego Padres, donde lleva jugando una temporada.

## Premios
Fue galardonado con el premio Segundo Equipo All-MLB en dos oportunidades (2022 y 2024).